# مطرقة النيزك

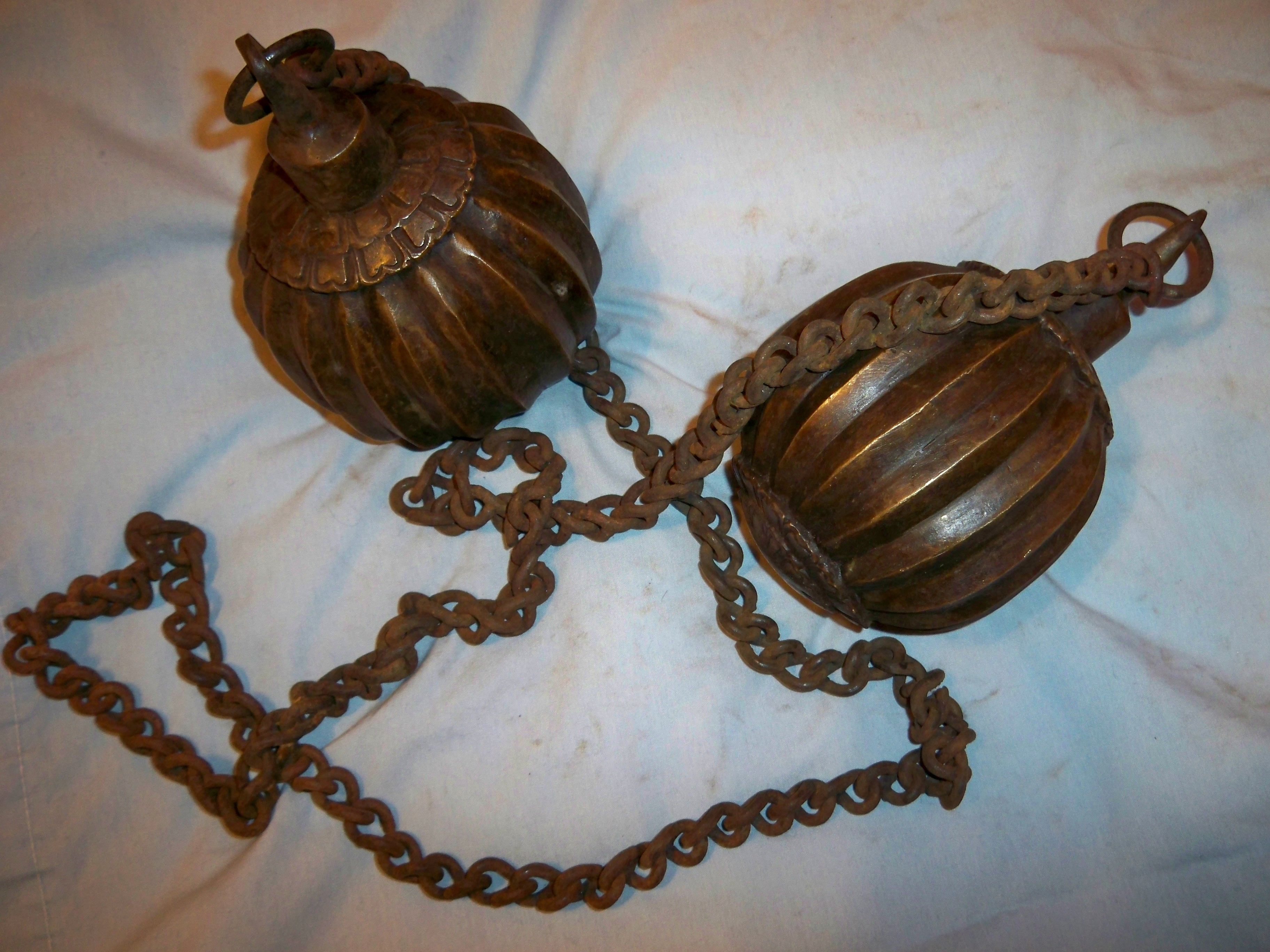
مطرقة نيزك ثنائية.

مطرقة النيزك (بالصينية: 流星錘) هو سلاح صيني قديم، يتكون السلاح من حبل طويل متصل بطرفيه ثقلان معدنيان، أو طرف مدبب، حيث يمكن استخدامه كسلاح بواسطة الطرف المدبب، والثقل الثاني يستخدم كوسيلة للدفاع، إذ يلتف الحبل حول الساق، أو الذراع، أو الرقبة، أو الخصر، لمد الطرف المدبب بالقوة اللازمة للهجوم. مطارق النيزك يمكن أن تستتخدم مفردة أو ثنائية، وبالمطرقة المفردة يكون طول الحبل 5م والثقل يكون وزنه 3 كيلوجرام، أحد طرفي الحبل يربط بالمعصم ويوصل الآخر بمطرقة برونزية بشكل البطيخة. مطرقة النيزك هي النسخة العسكرية للأسلحة الطائرة وهي سلاح صيني يعود تاريخه لحقبة الولايات المتناصرة منذ 400 سنة قبل الميلاد.